# Lars Calicius den yngre
Lars Calicius den yngre, född 1643 i Kalix socken, död 1699 i Nederkalix församling, var en svensk präst.

## Biografi
Lars Calicius föddes 1643. Han var son till kyrkoherden Lars Calicius i Nederkalix församling. Calicius blev 7 november 1663 student vid Uppsala universitet och prästvigdes 1668. Han blev 1671 kapellan i Nederkalix församling och 1689 kyrkoherde i församlingen, där han efterträdde sin far. Calicius avled 1699 i Nederkalix församling och begravdes med en begravningstext över Andra Korinthierbrevet 1:12. Han testamenterade en mässhake till Nederkalix kyrka.

### Familj
Calicius gifte sig 5 mars 1671 med Marina Lundell, dotter till kyrkoherden Nicolaus Lundell i Skellefteå församling. De fick tillsammans barnen Nicolaus Calicius (död 1673), Karin Calicius (1673–1679), Lars Calicius (1674–1674), Malin Calicius (1675–1682), Olaus Calicius (1677–1679), Marina Calicius (död 1678), Andreas Laurentius Calicius (född 1679), Martinus Calicius (död 1681), Laurentius Calicius (1683–1683), Christina Calicius (född 1684), Elisabeth Calicius (född 1686), Brita Calicius (född 1688) och Barbru Calicius (född 1691). Efter Calicius död gifte Marina Lundell om sig med rådmannen Erik Erson Orre.